# Agrias subsahlkei
Agrias subsahlkei är en fjärilsart som beskrevs av Le Moult 1926. Agrias subsahlkei ingår i släktet Agrias och familjen praktfjärilar. Inga underarter finns listade i Catalogue of Life.